# Texas Instruments OMAP
Texas Instruments OMAP (Open Multimedia Application Platform — открытая платформа мультимедийных приложений) — это семейство систем на кристалле (SoC) для применения в переносных мультимедийных устройствах, разработанное Texas Instruments. OMAP содержат процессорное ядро ARM общего назначения и один или несколько специализированных сопроцессоров. Первые варианты OMAP содержали, как правило, цифровой сигнальный процессор семейства TMS320.

## Семейство OMAP
Семейство OMAP состоит из трех групп, собранных по производительности и назначению:
- Высокопроизводительные процессоры
- Базовые процессоры
- Процессоры встраиваемых модемов

Существует 2 канала распространения, и не все продукты доступны в обоих каналах. Семейство OMAP возникло в сотрудничестве с производителями сотовых телефонов, поэтому основной канал распространения — прямая продажа таким производителям. Продукты, разработанные для удовлетворения растущим требованиям к сотовым телефонам, являются достаточно гибкими и производительными для продаж через менее специализированный каталожный канал; некоторые OMAP 1 устройства и многие из OMAP 3 имеют альтернативные каталожные модели. Устройства, считающиеся устаревшими с точки зрения производителей сотовых телефонов, могут быть востребованы по каталожному каналу.
В последнее время каталожному каналу уделяется всё большее внимание, так как OMAP35x и OMAP-L13x предлагаются для использования в различных устройствах, где требуются производительные и энергоэффективные процессоры.

### Высокопроизводительные процессоры
Изначально предназначались в качестве процессоров приложений в смартфонах, достаточно производительных для работы под такими ОС, как Linux, Android или Symbian, поддерживающими соединение с ПК и аудио- и видеоприложения.

#### OMAP 1
Семейство OMAP 1 создавалось с доработанным TI ядром ARM, которое позже было заменено стандартным ядром ARM926. Семейство состояло из множества моделей, различающихся технологией производства (130 nm кроме серии OMAP171x), процессорным ядром, набором периферийных устройств и каналом распространения (напрямую производителям сотовых телефонов или через каталог). В марте 2009 семейство OMAP1710 все ещё было доступно производителям телефонов.
Среди продуктов, использующих OMAP 1 сотни моделей сотовых телефонов и Nokia 770 Интернет-планшет.
- OMAP171x — 220 МГц ARM926EJ-S + C55x DSP, низковольтный, техпроцесс 90 nm
- OMAP162x — 204 МГц ARM926EJ-S + C55x DSP + 2 MB встроенной памяти SRAM, 130 nm техпроцесс
- OMAP5912 — каталожная версия OMAP1621 (или OMAP1611b в старых версиях)
- OMAP161x — 204 МГц ARM926EJ-S + C55x DSP, 130 nm техпроцесс
- OMAP1510 — 168 МГц ARM925T (доработанное TI ядро) + C55x DSP
- OMAP5910 — каталожная версия OMAP 1510

#### OMAP 2
Эти устройства поставлялись только производителям телефонов. Использовались в телефонах и планшетах.
- OMAP2431 — 330 МГц ARM1136 + 220 МГц C64x DSP
- OMAP2430 — 330 МГц ARM1136 + 220 МГц C64x DSP + PowerVR MBX lite GPU
- OMAP2420 — 330 МГц ARM1136 + 220 МГц C55x DSP + PowerVR MBX GPU

#### OMAP 3
Третье поколение — OMAP 3 разделено на 3 группы: OMAP34x, OMAP35x и OMAP36x. OMAP34x и OMAP36x продаются напрямую крупным производителям телефонов. OMAP35x — каталожный вариант OMAP34x. OMAP36x — 45-nm версия с повышенной тактовой частотой 65 nm OMAP34x.
В старших моделях OMAP 3 для обработки видео используется часть, позаимствованная у продуктов линии DaVinci, которые представляют собой DSP C64x+, блок обработки видео и ядро ARM9 или ARM Cortex-A8.
В таблице ниже не указано, но все OMAP3 содержат такой блок обработки видео (IVA2 — Image, Video, Audio Accelerator). Но возможности этого блока в разных моделях отличаются. Большинство устройств поддерживает работу с 12 мегапиксельными камерами, но некоторые — только с 5 или 3 мегапиксельными. Некоторые поддерживают 720p HD видео.
| Модель             | Технологический процесс | Набор команд CPU | CPU                           | GPU            | Используется в устройствах |
| ------------------ | ----------------------- | ---------------- | ----------------------------- | -------------- | --- |
| OMAP3410           | 65 nm                   | ARMv7            | 600 MHz ARM Cortex-A7         | PowerVR SGX530 | Motorola Charm, Motorola Flipout, Motorola Flipside |
| OMAP3420           | 65 nm                   | ARMv7            | 600 MHz ARM Cortex-A8         | PowerVR SGX530 | |
| OMAP3430           | 65 nm                   | ARMv7            | 600 MHz ARM Cortex-A8         | PowerVR SGX530 | Motorola Droid/Milestone, Palm Pre, Samsung i8910, Nokia N900 |
| OMAP3440           | 65 nm                   | ARMv7            | 800 MHz ARM Cortex-A8         | PowerVR SGX530 | Motorola XT720, Archos 5 (Gen 7), Samsung SHW-M100S Galaxy A, Motorola Titanium XT800 |
| OMAP3502           | 65 nm                   | ARMv7            | 600 MHz ARM Cortex-A8         | N/A            | Gumstix Overo Earth |
| OMAP3515           | 65 nm                   | ARMv7            | 600 MHz ARM Cortex-A8         | PowerVR SGX530 | |
| OMAP3525           | 65 nm                   | ARMv7            | 600 MHz ARM Cortex-A8         | N/A            | |
| OMAP3530           | 65 nm                   | ARMv7            | 720 MHz ARM Cortex-A8         | PowerVR SGX530 | phyCARD-L System on Module, BeagleBoard, Gumstix, IGEPv2, Alico’s Kinetic 3500, OSWALD, Overo Water, Pandora, Touch Book, Embest DevKit8000, OpenSourceMID |
| OMAP3621(OMAP3622) | 45 nm                   | ARMv7            | 800 MHz ~ 1 GHz ARM Cortex-A8 | PowerVR SGX530 | Nook Color, Nook Simple Touch, Lenovo ideapad A1, Pocketbook A10 |
| OMAP3630           | 45 nm                   | ARMv7            | 600 MHz~1.2 GHz ARM Cortex-A8 | PowerVR SGX530 | 3630-720: Sony Ericsson Vivaz (Kurara) 3630-800: Motorola Bravo, Motorola Defy; 3630-1000: Nokia N9, Nokia N950, Motorola Milestone 2,Motorola Cliq 2, Motorola Defy+, Pre 2, Droid X, Droid 2, Archos 101, Archos 70, Archos 43, Archos 32, Archos 28, LG Optimus Black, LG Optimus bright L-07C, LG-LU3000 Optimus Mach, Panasonic P-07C, Panasonic Sweety 003P, Samsung Galaxy S scLCD (GT-i9003) 3630-1200: Motorola Droid 2 Global |

#### OMAP 4

Texas Instruments Ducati

Четвёртое поколение — OMAP 4430, 4460 (раньше назывался 4440),, и 4470 содержат двухъядерный ARM Cortex-A9. Также во все семейство OMAP 44XX включены два ядра ARM Cortex-M3, работающих на частоте 266 МГц, разгружающих ядра A9 на задачах, не требующих высокой производительности, позволяя достичь высокой энергоэффективности. 4430 и 4460 содержат PowerVR SGX540 GPU, работающий на частоте 304 или 384 МГц соответственно (для сравнения, в предыдущих версиях SGX540 обычно работал на 200 МГц), что делает его теоретически гораздо более быстрым. 4470 содержит PowerVR SGX544 GPU, который поддерживает DirectX 9, что позволяет использовать его в Windows 8 как и выделенное графическое 2D ядро от Vivante для увеличения энергоэффективности до 50..90 %%. Все OMAP 4 содержат аппаратный мультимедийный ускоритель IVA3 с программируемым DSP, что позволяет кодировать/декодировать 1080p Full HD видео. OMAP 4 использует ARM-Cortex A9 ядра с блоком обработки SIMD-команд (также известен как NEON), который позволяет значительно увеличить производительность, в ряде случаев превосходя Nvidia Tegra 2 Cortex-A9 с невекторным блоком обработки вещественных чисел. Также используется двухканальный контроллер памяти LPDDR2, сравнимый с одноканальным контроллером Nvidia Tegra 2.
| Модель   | Технологический процесс | Набор команд CPU | CPU                                                                          | GPU                                                   | Контроллер памяти                        | Доступность | Используется в устройствах |
| -------- | ----------------------- | ---------------- | ---------------------------------------------------------------------------- | ----------------------------------------------------- | ---------------------------------------- | ----------- | --- |
| OMAP4430 | 45 nm                   | ARMv7            | 1 ГГц двухъядерный ARM Cortex-A9 MPCore with Symmetric Multiprocessing (SMP) | PowerVR SGX540 @ 304 МГц                              | Двухканальный контроллер LPDDR2          | Q1 2011     | Samsung Galaxy Tab 2 7.0 p3100, phyCORE-OMAP4430 System on Module, PandaBoard, RIM BlackBerry Playbook, LG Optimus 3D P920, Motorola ATRIX 2, Motorola Droid/Milestone 3, Motorola Droid Bionic, Toshiba AT200 Excite, Fujitsu Arrows Tab LTE F-01D, Fujitsu Arrows Z ISW11F, Kindle Fire, Nook Tablet, Panasonic 101P, Panasonic Eluga (dL1), Sharp 102SH, Archos 101(Gen 9), Archos 80(Gen 9), Motorola Droid RAZR, SmartQ Ten3 T15, SmartQ S7, SmartQ K7, Amazon Kindle Fire (2nd generation),Lenovo IdeaTab S2109, Samsung Galaxy Tab 2 10.1, Google Glass |
| OMAP4460 | 45 nm                   | ARMv7            | 1.2-1.5 ГГц двухъядерный ARM Cortex-A9                                       | PowerVR SGX540 @ 384 МГц                              | Двухканальный контроллер LPDDR2          | Q4 2011     | Galaxy Nexus, Archos 101 Turbo(Gen 9), Archos 80 Turbo(Gen 9), Sharp 104SH, Variscite VAR-SOM-OM44 System on Module, PandaBoard ES, SmartQ Ten20, Huawei Ascend P1, Huawei Ascend D1, Amazon Kindle Fire HD 7" |
| OMAP4470 | 45 nm                   | ARMv7            | 1.5-1.8 ГГц двухъядерный ARM Cortex-A9                                       | PowerVR SGX544 @ 384 MHz + выделенное ядро 2D графики | Двухканальный контроллер LPDDR2, 466 МГц | Q2 2012     | SmartQ T30, SmartQ X7, Archos 80/97/101 G10 xs, Archos 80/101 G10 Ludo, Amazon Kindle Fire HD 8.9", Samsung Galaxy Premier, Barnes & Noble Nook HD+, BlackBerry Z10. |

#### OMAP 5
Пятое поколение OMAP базируется на двухъядерном CPU ARM Cortex-A15 с дополнительными двумя ядрами ARM Cortex-M4, избавляющими ядра A15 от задач, не требующих большой вычислительной производительности, что способствует увеличению энергоэффективности, двух графических ядрах PowerVR SGX544MP и выделенном 2D графическом ускорителе от Vivante, многоканальной дисплейной подсистеме и процессоре цифровой обработки сигналов. Они поддерживают 20 и 24 мегапиксельные камеры для фронтальной и задней 3D HD видеокамер соответственно. Также поддерживается до 8 гигабайт двухканальной DDR3 памяти, работа с четырьмя 3D дисплеями, интерфейс 3D HDMI версии 1.4, 3 порта USB 2.0 и SATA 2.0.
| Модель   | Технологический процесс | Набор команд CPU | CPU                               | GPU                                                        | Контроллер памяти                                  | Доступность | Используется в устройствах               |
| -------- | ----------------------- | ---------------- | --------------------------------- | ---------------------------------------------------------- | -------------------------------------------------- | ----------- | ---------------------------------------- |
| OMAP5430 | 28 nm                   | ARMv7            | 2 ГГц двухъядерный ARM Cortex-A15 | Двухъядерный PowerVR SGX544MP + выделенное ядро 2D графики | Двухканальный контроллер package on package LPDDR2 | Q3 2012     | Archos G11 (требуется подтверждение)     |
| OMAP5432 | 28 nm                   | ARMv7            | 2 ГГц двухъядерный ARM Cortex-A15 | Двухъядерный PowerVR SGX544MP + выделенное ядро 2D графики | Двухканальный контроллер DDR3                      | Q3 2012     | Система на модуле Variscite VAR-SOM-OM54 |

### Базовые процессоры для мультимедийных приложений
Данные продукты реализуются исключительно производителям мобильных устройств. Они предназначены в качестве высокоинтегрированных, недорогих чипов для потребительских устройств. Серия OMAP-DM предназначена для использования в качестве цифровых медийных сопроцессоров для мобильных устройств с цифровыми фото- и видеокамерами высокого разрешения.
- OMAP331 — ARM9
- OMAP310 — ARM9
- OMAP-DM270 — ARM7 + C54x DSP
- OMAP-DM299 — ARM7 + ISP + массив mDDR SDRAM
- OMAP-DM500 — ARM7 + ISP + массив mDDR SDRAM
- OMAP-DM510 — ARM926 + ISP + 128 Мб массив mDDR SDRAM
- OMAP-DM515 — ARM926 + ISP + 256 Мб массив mDDR SDRAM
- OMAP-DM525 — ARM926 + ISP + 256 Мб массив mDDR SDRAM

### Процессоры интегрированных модемов и приложений
Продаются только производителям телефонов. Являются высокоинтегрированными решениями и предназначены для использования в очень дешевых мобильных телефонах.
- OMAPV1035 — одночиповое EDGE-решение (производство прекращено в 2009, когда TI объявил, что покидает рынок чипсетов для радиочастотной передачи данных).
- OMAPV1030 — EDGE digital baseband
- OMAP850 — 200 MHz ARM926EJ-S + GSM/GPRS digital baseband + stacked EDGE co-processor
- OMAP750 — 200 MHz ARM926EJ-S + GSM/GPRS digital baseband + DDR Memory support
- OMAP733 — 200 MHz ARM926EJ-S + GSM/GPRS digital baseband + stacked SDRAM
- OMAP730 — 200 MHz ARM926EJ-S + GSM/GPRS digital baseband + SDRAM Memory support
- OMAP710 — 133 MHz ARM925 + GSM/GPRS digital baseband

### OMAP L-1x
Компания TI определяет следующие основные направления для применения процессоров OMAP-L1x:
- Портативные приборы и устройства: аудио, измерительные, потребительского назначения.
- Профессиональная аудиоаппаратура: микшеры, аудиосинтезаторы, аппаратура для широковещательной связи и звуковой конференц-связи.
- Автоматизация производства: программируемые контроллеры, тестовое и измерительное оборудование.
- Применение в SDR (Software-Defined Radio).
- Медицинская техника, в том числе портативная.

Рассмотрим, что делает эти изделия привлекательным для данных направлений.
Для коммерческого успеха изделия на рынке портативных устройств наиболее существенными являются следующие факторы:
- Потребляемая мощность;
- Производительность и уровень интеграции;
- Время выхода на рынок;
- Цена.

Подсистема ARM состоит из следующих составляющих:
- 32-разрядный RISC-процессор ARM926EJ-S с модулем управления памятью (MMU), работающий на частоте 300МГц.
- Кэш-память команд на 16Кбайт.
- Кэш-память данных на 16Кбайт.
- Внутренняя память ARM, в том числе: оперативную память 8Кбайт (используемая как таблица векторов) и ПЗУ объемом 64Кбайт (данные для начальной загрузки).
- Встроенный буфер трассировки (ETB).

Процессор ARM926EJ-S ориентирован на применение в многозадачных приложениях, для которых существенное значение имеют эффективное управление памятью, высокая эффективность и малая потребляемая мощность.
Дополнительные возможности процессора обозначены суффиксами E, J и S в его наименовании. Суффикс E указывает на автоматическое наличие функций T, D, M, I. Рассмотрим эти функции подробнее:
Суффикс T указывает на поддержку процессором набора инструкций Thumb. Первоначально система команд ARM содержала только 32-разрядные инструкции. Программы, подготовленные для 32-разрядной системы команд, требуют значительного объема памяти, что, в свою очередь, приводит к росту общей стоимости системы, поскольку Flash-память является одним из её наиболее дорогостоящих компонентов. Технология Thumb предлагает следующее решение - из всего набора 32-разрядных инструкций отобраны наиболее часто используемые и перекодированы в 16-разрядные коды. При выборке такой инструкции аппаратным образом восстанавливается истинный 32-разрядный код, который и выполняется процессором. Программист имеет возможность переключать процессор между наборами ARM и Thumb, используя команду BX. Таким образом можно находить компромисс между размером кода и производительностью, подготавливая критичные к размеру фрагменты в коде Thumb и критичные к производительности - в кодах ARM. Этот подход обеспеечивает весьма высокую плотность кода. По оценкам компании TI, размер программного кода при использовании набора Thumb снижается на 35 %, если сравнивать с программами, использующими только набор инструкций ARM. При этом производительность примерно на 60 % выше, чем у системы, в которой эквивалентный 32-разрядный процессор работает с 16-разрядной памятью.
Суффикс D указывает на возможность использования порта JTAG для отладки системы.
Суффикс M указывает на наличие встроенного умножителя (MAC), реализующего операцию «умножение/аккумулирование» за один цикл.
Суффикс I указывает на наличие встроенного внутрисхемного эмулятора (в данном случае - EmbeddedICE-RTTM) для отладки в реальном времени.
Функция E указывает на наличие дополнительных инструкций в системе команд, которые расширяют арифметические возможности процессора.
Суффикс J указывает на поддержку Java-инструкций. Технология Jazelle, используемая в ряде ARM-процессоров, предназначена для приложений с поддержкой языка программирования Java. Эта технология дает возможность ARM-процессору выполнять Java-код на аппаратном уровне. В этом случае помимо двух наборов инструкций ARM и Thumb добавляется третий набор инструкций - Java, который активизируется в новом Java-режиме. Таким образом разработчики имеют возможность эффективно использовать Java-приложения, в том числе операционные системы и прикладной код, на одном процессоре.
И, наконец, суффикс S указывает на тот факт, что в данном изделии применена синтезируемая версия, то есть поставляемая производителю кристалла в виде исходного текста, требующего компиляции (синтеза). В отличие от синтезируемых, фиксированные версии имеют заданную (фиксированную) топологию, переносимую производителем на кристалл без изменений.
Повышенная продолжительность автономной работы портативных изделий - большой плюс с точки зрения потребителя. Существуют также устройства с определенным лимитом энергопотребления, например изделия с питанием от порта USB или электроника с питанием от автомобильного аккумулятора.
В процессорах OMAP-L1x реализованы передовые технологии минимизации потребляемой энергии в активном режиме, а именно:
- Динамическая коммутация питания — в этом методе определяется момент, когда потребность в компоненте, который выполнил текущие задачи, временно отсутствует, после чего он переводится в состояние с низким энергопотреблением.
- Динамическое масштабирование напряжения и частоты - тактовая частота и напряжение понижаются командами управляющей программы в зависимости от производительности конкретного приложения. Выше отмечалось, что на выходе PLL-схемы формируется основная последовательность синхросигналов с частотой 600 МГц. Однако программным образом можно установить значения 400 или 450 МГц.

Компания TI поддерживает свои изделия комплексом программных и аппаратных средств разработки. Стартовый набор OMAP-L137/TMS320C6747 Floating Point Starter Kit является недорогой платформой, спроектированной для ускорения разработки приложений, основанных на прикладных процессорах приложений OMAP-L137 и сигнальных процессорах TMS320C674x (TMS320C6747, TMS320C6745 и TMS320C6743).
Аппаратная часть представляет собой плату TMDXOSKL137BET, разработанную совместно с компанией Spectrum Digital, которая подключается к персональному компьютеру через USB-порт.
Программное обеспечение включает в себя пакет инструментальных средств eXpressDSPTM, а именно: мощную интегрированную среду разработки Code Composer StudioTM IDE, масштабируемое ядро реального времени (DSP/BIOSTM), а также eXpressDSP-совместимые алгоритмы (написанные в соответствии со стандартом eXpressDSP Algorithm Interface).
Hawkboard использует OMAP-L138
- OMAP-L137 — 300 MHz ARM926EJ-S + C674x floating point DSP
- OMAP-L138 — 300 MHz ARM926EJ-S + C674x floating point DSP

Процессоры OMAP L-1x распространяются только по каталожному каналу сбыта и имеют другие технологические корни, чем прочие процессоры линейки OMAP. Вместо того, чтобы происходить непосредственно из линейки чипов для сотовых телефонов, они основаны на семействе цифровых сигнальных процессоров DaVinci, ориентированном на обработку видео, удаляя некоторые функции, необходимые для обработки для видео, но в то время используя модернизированную периферию DaVinci. Достойная внимания особенность — использование в DSP арифметики с плавающей запятой вместо более общепринятой арифметики с фиксированной запятой.

## Продукты, использующие OMAP процессоры
Много мобильных телефонов используют OMAP SoCs, включая такие, как Nokia N90, N91, N92, N95, N82, E61, E62, E63, E90, N800, N810 и N900, интернет-планшеты, Motorola Droid, Droid X и Droid 2. Palm Pre, Pandora, Touch Book также используют OMAP SoC (а именно OMAP3430). Motorola RAZR XT910/XT912, DROID RAZR MAXX используют OMAP4430. Другие, использующие OMAP SoC, — Sony Ericsson Satio, Sony Ericsson Vivaz, Samsung Omnia HD, B&N Nook (Color, HD/HD+, Tablet, Simple Touch), Kindle Fire, некоторые Archos планшеты (такие как Archos 80 gen 9 и Archos 101 gen 9), умные очки Google Glass.
OMAP SoCs также используются в некоторых любительских и прототипных платах, таких как Beagle Board, Panda Board и Hawk Board.

## Похожие платформы
- Snapdragon от Qualcomm
- Exynos от Samsung
- Tegra от Nvidia
- K3 от HiSilicon
- Ax от Apple